# Falsohyllisia kivuensis
Falsohyllisia kivuensis là một loài bọ cánh cứng trong họ Cerambycidae.